# Blyton
Blyton is een civil parish in het bestuurlijke gebied West Lindsey, in het Engelse graafschap Lincolnshire met 1383 inwoners.